# Ulvik (plaats)
Ulvik is een plaats in de Noorse gemeente Ulvik, provincie Vestland. Het dorp ligt ongeveer 15 kilometer ten noorden van de Hardanger brug. 
Ulvik telt 678 inwoners (2007) en heeft een oppervlakte van 0,97 km².
Het dorpscentrum van Ulvik werd door de Duitsers in april 1940 verbrand. Dit als vergelding voor de weerstand van Noorse verzetsstrijders bij de landing in Ulvik. In totaal werden er 56 huizen verbrand. De volgende dag werd de bevolking, voornamelijk boeren, weggejaagd uit hun huizen voor een aantal maanden. Het dorp werd herbouwd na de oorlog en het hotel werd heropend in 1952.